# Томсен, Хассе
Ха́ссе Э́верт То́мсен (швед. Hasse Evert Thomsén; 27 февраля 1942, Гётеборг — 26 апреля 2004, Кунгэльв) — шведский боксёр тяжёлой весовой категории, выступал за сборную Швеции в конце 1960-х — начале 1970-х годов. Бронзовый призёр летних Олимпийских игр в Мюнхене, победитель многих международных турниров и национальных первенств. В период 1973—1974 боксировал на профессиональном уровне, но без особых достижений. Также известен как тренер по боксу.

## Биография
Хассе Томсен родился 27 февраля 1942 года в городе Гётеборг. Первого серьёзного успеха на ринге добился в 1969 году, когда стал чемпионом Швеции в тяжёлом весе. Год спустя повторил это достижение, ещё через год в третий раз завоевал золото национального первенства. Благодаря череде удачных выступлений удостоился права защищать честь страны на летних Олимпийских играх 1972 года в Мюнхене — сумел дойти здесь до стадии полуфиналов, после чего со счётом 0:5 проиграл румыну Иону Алексе. Получив бронзовую олимпийскую медаль, Томсен решил попробовать себя среди профессионалов и покинул сборную. Всего в любительском олимпийском боксе провёл более 120 боёв.
Профессиональный дебют Томсена состоялся в августе 1973 года, в течение года он провёл пять матчей, но ни в одном из них не смог победить (один бой проиграл, три завершились ничьей, один был признан несостоявшимся). Потерпев в профессионалах неудачу, вскоре объявил об окончании карьеры спортсмена и перешёл на тренерскую работу. В бытность тренером воспитал многих талантливых боксёров.
Умер 26 апреля 2004 года в городе Кунгэльв.